# Schauspielhaus (Wien)
Das Schauspielhaus Wien,

Logo (2023)

Eigenschreibweise Schauspiel^haus Wien, ist ein Theater in der Porzellangasse 19 im 9. Wiener Gemeindebezirk Alsergrund.
Seit 2023 wird es von Marie Bues, Martina Grohmann, Tobias Herzberg und Mazlum Nergiz geleitet. Das aktuelle fixe Ensemble umfasst neun Schauspielerinnen und Schauspieler.

## Geschichte
Die Geschichte des Hauses reicht bis an den Anfang des 20. Jahrhunderts zurück, als im Kellergeschoß von Porzellangasse 19 sich ein Varietébetrieb befand, der dann zu einem der ersten Kinosäle Wiens adaptiert wurde und von 1913 bis 1975 (während des Dritten Reichs arisiert) die Namen Heimat-Kino bzw. Citta 2000 trug und im letzten Jahr seiner Existenz 597 Sitzplätze bot.
1978–1986
Nachdem Hans Gratzer (1941–2005), Leiter der Theatergruppe Werkstatt (Neues Theater am Kärntnertor), den ehemaligen Kinosaal zum Theaterraum umfunktioniert hatte, eröffnete das Schauspielhaus am 4. Mai 1978 mit Jean Genets Der Balkon. Mit Klassikerinszenierungen, Gegenwartsdramatik und Musical-Produktionen bespielte Hans Gratzer das Schauspielhaus bis 1986. Zu seinem Ensemble gehörten Maria Bill, Michael Schottenberg, Toni Böhm, Rainhard Fendrich, Alexander Goebel, Beatrice Frey, Roger Murbach, und als Gäste Justus Neumann, Erich Schleyer, Heribert Sasse und Helmut Qualtinger. In den Jahren 1981 bis 1984 stand das Theater am Zenit und beeindruckte mit Aufführungen wie Bent, Lear mit Justus Neumann und den Kultproduktionen Piaf mit Maria Bill, The Rocky Horror Picture Show mit Alexander Goebel und Erich Schleyer und Elvis mit Hansi Dujmic, alle in der Regie von Michael Schottenberg.
1987–1990
Von 1987 bis 1990 leitete George Tabori das Schauspielhaus, in dem er sein Theaterlabor „Der Kreis“ nach dem Vorbild von The Actors Studio installierte. Die Eröffnung fand am 5. Mai 1987 mit Eugene O’Neills Der Eismann kommt statt. Mitglieder des wechselnden Ensembles waren unter anderem Therese Affolter, Otto Clemens, Angelica Domröse, Silvia Fenz, Ursula Höpfner, Isabel Karajan, Leslie Malton, Hildegard Schmahl, Michael Degen, Rainer Frieb, Detlef Jacobsen, Hilmar Thate und Vitus Zeplichal. Für die Musik war Stanley Walden, für den Bühnenraum Andreas Szalla zuständig. Als Co-Regisseur wirkte neben Tabori Martin Fried. Tabori inszenierte unter anderem Stalin von Gaston Salvatore. Er wurde dafür mit dem Publikumspreis der Mülheimer Theatertage 1988 ausgezeichnet. Für die Uraufführung von Thomas Braschs Frauen. Krieg. Lustspiel in Koproduktion mit den Wiener Festwochen und den Bregenzer Festspielen erhielten 1988 Tabori die Kainz-Medaille für Regie und Domröse die Kainz-Medaille für die Darstellung der Klara. Weitere Höhepunkte waren die Uraufführung von Lears Schatten nach William Shakespeare in Koproduktion mit den Bregenzer Festspielen 1989 und die Aufführung von Shakespeares Hamlet in Koproduktion mit den Wiener Festwochen 1989/90. Das Theater Der Kreis endete mit Taboris Wechsel an das Burgtheater und der Rückkehr Hans Gratzers ans Schauspielhaus im Jahr 1991.
1991–2001
1991 kehrte Gratzer für eine zweite Direktionszeit bis 2001 ans Schauspielhaus zurück. Als Ur- und Erstaufführungshaus versuchte er, die Bühne als erstrangiges deutschsprachiges Gegenwartstheater mit Stücken etwa von Elfriede Jelinek und Gustav Ernst zu positionieren. Zu seinen größten Erfolgen zählte die Entdeckung des Dramatikers Werner Schwab. Auch waren österreichische Erstaufführungen britischer Autoren wie Sarah Kane oder Mark Ravenhill zu sehen. In seiner letzten Saison führte Gratzer das Haus gemeinsam mit Martin Haselböck als reines Musiktheater, während im Gassenlokal nebenan eine völlig neue Form des Theaters, „das Schaufenster“, in Szene gesetzt wurde. 23 Jahre und 143 Produktionen später fand am 4. Mai 2001 die letzte Premiere der Direktion Hans Gratzer statt, die er dem benachbarten Ensemble Kabinetttheater überließ.
2001–2007
2001 wurden Airan Berg und Barrie Kosky als künstlerische Leiter des Hauses bestellt. Bergs und Koskys interkultureller Ansatz machte das Theater zu einem Ort, der sich diversen Interpretationen unterschiedlichster Kulturen öffnete. Die Aktion „Hunger auf Kunst und Kultur“ wurde 2003 in Kooperation mit der Armutskonferenz initiiert, um Kunst und Kultur auch für sozial benachteiligte Menschen zu öffnen. Nach künstlerischen Differenzen mit seinem Codirektor verließ Kosky 2005 das Haus; Airan Berg führte es bis 2007 als internationale Koproduktionsbühne. 2005 starteten Schauspielhaus und Universität Wien (Fakultät für Bildungswissenschaften) mit Theater für Alle (siehe auch: Kultur für alle) ein Projekt, das für Blinde und Sehbehinderte die Erschließung von Theater durch ausgebildete Kulturassistenten zum Ziel hat.
2007–2015
Von 2007 bis 2015 war Andreas Beck künstlerischer Leiter des Schauspielhauses.
Das Schauspielhaus verstand sich unter seiner Leitung als Theater des Zeitgenössischen, als Autorentheater im „klassischen“ Sinn. Der Fokus lag dabei auf junger und jüngster Dramatik.
Andreas Beck wurde für den Neustart im Schauspielhaus Wien mit dem Nestroy Spezialpreis 2008 ausgezeichnet.
Weitere Nestroy-Auszeichnungen folgten: Den Autorenpreis 2010 (Bestes Stück) gewann Kathrin Röggla für „worst case“ in der Inszenierung von Lukas Bangerter. 2011 war Franziska Hackl Gewinnerin in der Kategorie Bester Nachwuchs als Flora in Grillenparz von Thomas Arzt. In der Kategorie Bester Schauspieler wurde im selben Jahr Max Mayer in der Rolle des Jägers/Fischers in Grillenparz sowie in verschiedenen Rollen in Bruno Schulz: Der Messias von Malgorzata Sikorska Miszuk ausgezeichnet. 2014 ging der Autorenpreis (Bestes Stück) an David Greig für Die Ereignisse in der Uraufführung/Deutschsprachigen Erstaufführung von Ramin Gray. Den Nestroy für die Beste Ausstattung 2015 nahm Ivan Bazak für Johnny Breitwieser entgegen, der Hauptdarsteller Martin Vischer war als bester Schauspieler nominiert.
2015–2023
Von 2015 bis 2023 war Tomas Schweigen Künstlerischer Leiter des Schauspielhauses, den Fokus legte er auf innovative Formen der Autorenschaft, offene Arbeitsformen und progressive, junge Regiehandschriften. Regelmäßig öffnete er das Haus für immersive Produktionen, innovative Formate und Stadtprojekte. Gleichzeitig sorgte er für eine enge internationale Vernetzung mit renommierten Institutionen und Autorenplattformen. Das Schauspielhaus wurde so für viele Nachwuchs-Autoren und -Regieteams zu einem Sprungbrett an große Häuser. Beispielsweise waren Miroslava Svolikova (2016), Enis Maci (2017), Anna Neata (2020) und Mazlum Nergiz (2021) Gewinner des Hans-Gratzer-Preises, der 2016 um einen von einem Mentor begleiteten Stipendien-Workshop erweitert wurde. Unter der Intendanz von Tomas Schweigen wurde insgesamt dreimal ein am Schauspielhaus entdeckter Autor von der Fachzeitschrift „Theater heute“ zum Nachwuchsdramatiker des Jahres gekürt.
Preise und Festivaleinladungen
Das Schauspielhaus Wien war jedes Jahr für mindestens einen Nestroypreis nominiert – insgesamt 12 Mal. Gewonnen hat 2021 die Autorin Miroslava Svolikova in der Kategorie „Bestes Stück“ mit „Rand“ (Inszenierung: Tomas Schweigen) sowie 2022 Rieke Süßkow für ihre Regie bei „Oxytocin Baby“. Vier Mal war das Schauspielhaus Wien bei den Autorentheatertagen Berlin eingeladen und drei Mal bei den Mülheimer Theatertagen. Weitere Einladungen erfolgten zu den Lessingtagen, Radikal jung, dem Heidelberger Stückemarkt, dem Prager Theaterfestival deutscher Sprache sowie ans Teatro Nacional D. Maria II in Lissabon. Im November 2023 wurden Tomas Schweigen für seine Regiearbeit bei „Faarm Animaal“ und Selma Kay Matter für den Text zu „Grelle Tage“ jeweils mit einem Nestroy-Theaterpreis ausgezeichnet.
Projekte und Inhaltliche Ausrichtung
Ein Kern-Charakteristikum der Jahre 2015–2023 bestand in der Erweiterung des theatralen Raumes. Beginnend mit der immersiven 504-Stunden-Performance „Cellar Door“ (Regie: Theda Nilsson-Eicke, 2016) über die erste begehbare Social-Media-Serie „Seestadt Saga 1+2“ (Regie: Tomas Schweigen, 2017 + 2018) bis zur Installation und Performance von Lydia Haiders „Du Herbert“ am Wiener Heldenplatz (Regie: Antje Schupp, 2023) wurden die Grenzen des Theaters regelmäßig ausgelotet.
Auch als Reaktion auf die Theaterschließungen während der Pandemie wurde im Oktober 2021 das Theater für die komplette erste Spielzeithälfte zum „Schauspielhaus Hotel“ umgebaut. Das Publikum konnte sich in dieser Installation nicht nur frei bewegen und interagieren, sondern in diversen Hotelzimmern auch übernachten. Das Medieninteresse war im gesamten deutschsprachigen Raum sehr groß. Trotz wiederkehrender Einschränkungen durch Corona-Maßnahmen und neuerliche Lockdowns konnten gemeinsam mit mehr als 50 beteiligten Künstlerinnen und Künstlern insgesamt vier große Theaterproduktionen, 27 Performances und Installationen, 13 Konzerte, 7 Gastveranstaltungen, ein hoteleigenes Radio- und TV-Format, zahlreiche Podiumsdiskussionen und Workshops sowie zwei mehrtägige Festivals umgesetzt werden.
Die deutsche Wochenzeitung Die Zeit schrieb darüber: „Das Wiener Schauspielhaus hat sich für einige Monate in ein Hotel der Künste verwandelt. Das ist ein zukunftsweisendes Projekt: Statt über Schließungen zu diskutieren, sollte man die Theater immer mehr (und länger) öffnen. (…) Tatsächlich versuchte das Haus, in Zeiten, in denen das Stadttheater immer öfter infrage gestellt wird, neue Wege zu gehen. (…) Es ist dem Schauspielhaus nicht nur gelungen, den Theaterraum neu zu besetzen, ihn von einer Hülle für Erlebnisse selbst zu einem Erlebnis zu machen. Es hat auch einen Ort geschaffen, an den man (…) fast immer gehen konnte, an dem man sein durfte, ohne permanent reguliert zu werden.“
Ab 2023
Seit Herbst 2023 wird das Schauspielhaus Wien (neue Eigenschreibweise: „Schauspiel^haus Wien“) von einer Gruppe geleitet: Marie Bues, Martina Grohmann, Tobias Herzberg und Mazlum Nergiz haben davor in unterschiedlichen Konstellationen bereits zusammengearbeitet und stehen für „ein Theater, das jede Annahme, Mutmaßung und Zumutung durchlöchert, die fest sein will.“ Eine erste große Neuerung betraf die Einführung der Publikums- und Nachbarschaftsplattform „Offenes^Haus“.

## Ensemble
Das aktuelle Ensemble besteht aus Tala Al-Deen, Iris Becher, Tina Keserović, Florentine Krafft, Kaspar Locher, Sissi Reich, Ursula Reiter, Maximilian Thienen und Sophia Löffler, die bereits in der Intendanzperiode davor am Schauspielhaus Wien beschäftigt war.

## Haus
Der Raum ist trotz dominanter Architektur – der eine Hälfte des Theatersaales bestimmende Balkon wird von zwei Säulen getragen, die etwa mittig den Saal auf 9,6 m verengen – auf vielfältige Weise bespielbar. Sowohl Prosceniumsituationen als auch Raumbühnen können mit den flexiblen technischen Einrichtungen aufgebaut werden. Der Saal mit seinem alten, säulengetragenen Zuschauer-Balkon fasst maximal 220 Zuschauer.